# Morpho diadema
Morpho diadema är en fjärilsart som beskrevs av Hans Fruhstorfer. Morpho diadema ingår i släktet Morpho och familjen praktfjärilar. Inga underarter finns listade i Catalogue of Life.